# Deli Noroeste
Deli Noroeste (em inglês: North West Delhi) é um distrito administrativo do Território da Capital Nacional (Deli) na Índia.

## Geografia

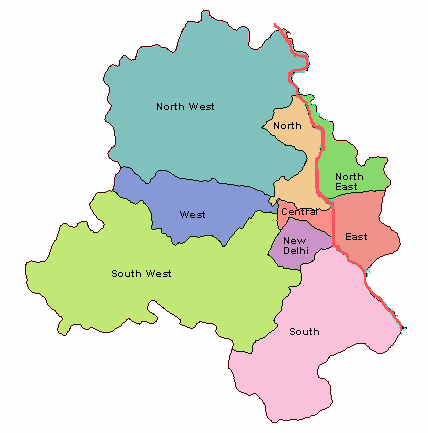
Mapa dos nove distritos de Deli

O Distrito de North West é delimitado pelo Rio Yamuna no nordeste e pelos distritos de North Delhi no leste e sudeste, West Delhi ao sul, Jhajjar de Haryana ao oeste, Sonipat de Haryana ao norte e nordeste, e o Distrito de Ghaziabad do estado Uttar Pradesh para o nordeste atravessando Yamuna.

## Demografia
De acordo com o censo de 2011, o distrito de Noroeste tinha 3 651 261 habitantes. Ele ficou em 78 colocado no ranking da Índia (de um total de 640). O distrito tem um densidade populacional de 8 298 habitantes por quilometro quadrado. É o crescimento populacional aumentou em 27,63% na década de 2001-2011. North West Delhi possui em torno de 862 mulheres para cada 1 000 homens.

## Administração
Administrativamente, o distrito é dividido em três subdivisões: Saraswati Vihar, Narela e Model Town.